# Tragédie du stade d'Olembe
Le 24 janvier 2022, au moins huit personnes ont été tuées dans une bousculade à l'entrée sud du stade d'Olembe à Yaoundé, au Cameroun. L'incident s'est produit alors que des supporters tentaient d'entrer dans l'arène pour assister à un match de football entre le Cameroun et les Comores lors de la Coupe d'Afrique des nations de football 2021.

## Les détails
Avant le quatrième match de la phase à élimination directe entre les hôtes du Cameroun et les Comores, qui a débuté à 20h00 le 24 janvier 2022 au stade de Olembe, il y a eu une violente bousculade des supporters camerounais qui tentaient d'entrer dans le stade par la porte sud pour assister au match. Après la bousculade, huit décès ont été enregistrés dont deux femmes et quatre hommes, tous dans la trentaine, en plus de deux enfants. Le ministère a indiqué qu'une cinquantaine de personnes ont été blessées dans la bousculade, dont deux polytraumatisés et deux autres grièvement blessés à la tête, et un bébé a été immédiatement transféré à l'hôpital général de Yaoundé dans un état médicalement stable.

## Conséquences
À la suite de l'événement, un match qui devait avoir lieu au stade d'Olembe la semaine suivante a été transféré au stade Ahmadou Ahidjo.
Le stade reprend ses activités normales moins de dix jours après la tragédie puisque la CAF lève la suspension imposée au stade dès le 30 janvier 2022. Ainsi, une demi-finale et la finale de la CAN 2022 sont jouées dans le stade au début du mois de février.